# Alessandro Famularo
Alessandro Famularo (Maturin, Venezuela; 11 de febrero de 2003) es un piloto venezolano de automovilismo, actualmente inactivo. En 2022 compitió dos carreras en el Campeonato de Fórmula 3 de la FIA con Charouz Racing System.

## Carrera deportiva

### Inicios
Famularo comenzó en el karting en su Venezuela a la edad de cuatro años. Fue piloto de fábrica del equipo Birel ART en 2017 y 2018.
Inició su carrera en monoplazas en 2018 con el equipo Bhaitech en el Campeonato de Italia de Fórmula 4. En 2019, se unió a Prema Powerteam, participando en los campeonatos Italiano y alemán, logrando un podio en Vallelunga y una victoria en Zandvoort. En 2020, ascendió al Campeonato de Fórmula Regional Europea con Van Amersfoort Racing, y en 2021 compitió en tres rondas con G4 Racing.
Fue entrenado por el expiloto colombiano de Fórmula 1 y piloto de NASCAR Juan Pablo Montoya.

### Campeonato de Fórmula 3 de la FIA
El venezolano participó en las pruebas de Postemporada del Campeonato de Fórmula 3 de la FIA en Barcelona y Jerez en octubre de 2020, conduciendo para Campos Racing.
Hizo su debut en el Campeonato de Fórmula 3 de la FIA con Charouz Racing System durante el final de la temporada en Monza, reemplazando a David Schumacher ya que el alemán debía asistir a sus compromisos en el DTM. En su debut en el campeonato, terminó ambas carreras en el puesto 23.
Famularo permaneció con Charouz para la prueba de postemporada de ese año en Jerez, conduciendo para el equipo los tres días.

## Resumen de carrera
| Temporada | Categoría                              | Equipo                | Carreras     | Victorias    | Poles        | VR           | Podios       | Puntos       | Pos.         |
| --------- | -------------------------------------- | --------------------- | ------------ | ------------ | ------------ | ------------ | ------------ | ------------ | ------------ |
| 2018      | Campeonato de Italia de Fórmula 4      | Bhaitech              | 20           | 0            | 0            | 0            | 0            | 8            | 22.º         |
| 2019      | Campeonato de Italia de Fórmula 4      | Prema Powerteam       | 21           | 0            | 0            | 0            | 0            | 54           | 12.º         |
| 2019      | ADAC Fórmula 4                         | Prema Powerteam       | 11           | 1            | 0            | 0            | 1            | 49           | 15.º         |
| 2020      | Campeonato de Fórmula Regional Europea | Van Amersfoort Racing | 9            | 0            | 0            | 0            | 0            | 73           | 11.º         |
| 2021      | Campeonato de Fórmula Regional Europea | G4 Racing             | 6            | 0            | 0            | 0            | 0            | 0            | 32.º         |
| 2022      | Campeonato de Fórmula 3 de la FIA      | Charouz Racing System | 2            | 0            | 0            | 0            | 0            | 0            | 39.º         |
| 2025      | Eurocup-3                              | Drivex                | Disputándose | Disputándose | Disputándose | Disputándose | Disputándose | Disputándose | Disputándose |
| Fuente:   |                                        |                       |              |              |              |              |              |              |              |

## Resultados

### Campeonato de Fórmula 3 de la FIA
(Clave) (negrita indica pole position) (cursiva indica vuelta rápida puntuable)

| Año  | Escudería             | 1   | 1   | 2   | 2   | 3   | 3   | 4   | 4   | 5   | 5   | 6   | 6   | 7   | 7   | 8   | 8   | 9   | 9   | Pos. | Puntos | Ref.   |
| ---- | --------------------- | --- | --- | --- | --- | --- | --- | --- | --- | --- | --- | --- | --- | --- | --- | --- | --- | --- | --- | ---- | ------ | ------ |
| 2022 | Charouz Racing System | SAK | SAK | IMO | IMO | BAR | BAR | SIL | SIL | SPI | SPI | BUD | BUD | SPA | SPA | ZAN | ZAN | MNZ | MNZ | 39.º | 0      | [ 11 ] |
| 2022 | Charouz Racing System |     |     |     |     |     |     |     |     |     |     |     |     |     |     |     |     | 23  | 23  | 39.º | 0      | [ 11 ] |